# John Heath
John Heath (Wicomico Parish, 8 de mayo de 1758 - 13 de octubre de 1810) fue un abogado y político estadounidense del condado de Northumberland, Virginia. Representó a Virginia en la Cámara de Representantes de Estados Unidos desde 1793 hasta 1797, cuando le sucedió Walter Jones.
Heath era uno de los estudiantes de The William and Mary College que organizaron la fraternidad Phi Beta Kappa en 1776, y fue su primer presidente.
La ciudad de Heathsville, Virginia , la sede del condado de Northumberland, se nombra así en su honor.